# Моканаква (Пенсилванија)
Моканаква (енгл. Mocanaqua) насељено је место без административног статуса у америчкој савезној држави Пенсилванија.

## Демографија
По попису из 2010. године број становника је 646.
| Група             | 2000.    | 2010.       |
| Белци             | 0 (0,0%) | 602 (93,2%) |
| Афроамериканци    | 0 (0,0%) | 5 (0,8%)    |
| Азијати           | 0 (0,0%) | 6 (0,9%)    |
| Хиспаноамериканци | 0 (0,0%) | 13 (2,0%)   |
| Укупно            | 0        | 646         |